# Saka (Toila)
Saka es una localidad del municipio de Toila en el condado de Ida-Viru, Estonia, con una población censada a final del año 2011 de 116 habitantes. 

## Toponimia
En otros idiomas, Saka es conocido con otros nombres por motivos históricos (en alemán: Sackhof).

## Geografía
Saka se encuentra ubicada en el centro-norte del condado, junto a la costa del golfo de Finlandia (mar Báltico), 2 km al norte de Kohtla-Järve.

## Historia
Saka fue mencionado por primera vez en 1241 en el Liber Census Daniæ. El primer asentamiento probablemente surgió en esta época y en la Edad Media se amplió hasta convertirse en castillo vasallo o edificio residencial fortificado.
En 1626, Saka fue donada como finca por el rey Gustavo II Adolfo de Suecia al concejal de Narva, Jürgen Leslie de Aberdeen, de origen escocés, pero que probablemente se había alistado al servicio de Suecia durante la guerra de los Treinta Años. Posteriormente, la finca pasó a manos de la familia balto-alemana von Löwis de Menar, y el edificio actual se construyó durante la propiedad de Oscar von Löwis de Menar, de 1862 a 1864.
Durante la ocupación soviética de Estonia, la mansión fue utilizada por el ejército soviético. En este periodo, tanto la mansión y como el parque se deterioraron. Fue abandonada, saqueada y dejada en ruinas tras su partida, pero posteriormente fue restaurada.

## Demografía
La evolución de la población de Saka entre 1959 y 2021 fue la siguiente:
| 108                                            | 111 | 194 | 185 | 130 | 116 | 106 |
| (Fuente: Distribución de población de Estonia) |     |     |     |     |     |     |

Según el censo de 2021, los estonios representan el 80,4% de la población local.

## Infraestructura

### Arquitectura, monumentos y lugares de interés
La mansión de Saka fue construido en un refinado estilo renacentista italiano en el siglo XIX, inusual en las casas solariegas estonias.

### Transporte
Cerca de Saka pasa la carretera E20 que une Tallin con San Petersburgo.